# Juvigny-le-Tertre
Juvigny-le-Tertre is een plaats en voormalige gemeente in het Franse departement Manche in de regio Normandië en telt 582 inwoners (2017). De plaats maakt deel uit van het arrondissement Avranches.

## Geschiedenis
Juvigny-le-Tertre was de hoofdplaats van het gelijknamige kanton tot dit op 22 maart 2015 werd opgeheven en de gemeenten die onder dit kanton vielen werden opgenomen in het kanton Isigny-le-Buat. Op 1 januari 2016 fuseerden de gemeenten van het voormalige kanton, met uitzondering van Le Mesnil-Adelée en Reffuveille, tot Juvigny les Vallées, waarvan Juvigny-le-Tertre de hoofdplaats werd.

## Geografie
De oppervlakte van Juvigny-le-Tertre bedraagt 7,5 km², de bevolkingsdichtheid is 82,8 inwoners per km².
De onderstaande kaart toont de ligging van Juvigny-le-Tertre met de belangrijkste infrastructuur en aangrenzende gemeenten.

## Demografie
Onderstaande figuur toont het verloop van het inwonertal (bron: INSEE-tellingen).

La Bazoge · Bellefontaine · Chasseguey · Chérencé-le-Roussel · Juvigny-le-Tertre · Le Mesnil-Rainfray · Le Mesnil-Tôve